# 涪江
涪江是嘉陵江的支流，发源于四川省松潘县与九寨沟县之间的分水岭雪寶頂北坡。涪江南流经平武县、江油市西南部，绵阳市，射洪市、遂宁市等区域，在重庆市合川区南側汇入嘉陵江。全长679公里(其中三舍驛至河口661公里)，總落差3730米，流域面积3.64万平方千米，由北而南呈條帶狀，位於沱江與嘉陵江之間。多年平均径流量572立方米／秒。涪江自平武至合川全年通航，通航里程552千米。但部分河道淤塞严重，自三台以上极少通航。主要支流有安昌河、凱江、梓潼江、郪江、安居河、小安溪、奪補河等。

## 流域分布
在涪江流域內，流域面積大於100平方公里的各級支流共有91條，其中一級支流34條，二級支流45條，三級支流11條，四級支流1條。

### 上游
涪江主源為東路河，發源於松潘縣黃龍鄉西南面之雪上樑子東南麓(峰頂海拔4800米)，自西向東流，右岸有四條支溝相繼注入；納左岸張家溝後，至三舍驛納窯溝、四溝，並始稱涪江。從源頭至三舍驛河長18公里。
從三舍驛起，涪江自西北向東南流23公里至雙河鄉(左岸)經西溝口(右岸)，再東南經小河鄉(左岸)至虎牙河(右岸)匯入處，流程26公里；續經左岸葉塘鄉至水晶堡納左岸黃羊河，再納右岸土城河，流程12公里；之後轉向東流13公里，其間經水柏鄉(左岸)；又轉向東南流經闊達鄉(左岸)，至新乾河(右岸)來匯處，流程10公里；再行18公里即納小河子(右岸)，續納奪補河(左岸，又稱火溪河)；復南下9公里即抵平武縣城(左岸)；向東南續經古城鄉，納古城河(左岸)，至白草鄉納高村河(左岸)，至黑水納巨龍河(右岸)，再經高庄鄉轉向南流，抵南壩鎮(右岸)，流程65公里；之後續納白廟河(左岸)，經右岸響岩鄉、平驛鋪及江油北城鄉，即抵武都鎮燈籠橋，流程48公里。從三令驛至此累計河長224公里。計入源頭至三舍驛一段，上遊河長242公里。

### 中游
涪江過燈籠橋即進入盆中丘陵區，河谷逐漸開闊，人口稠密，沿岸城、鎮增多。從燈籠橋峽口處南下9公里，即過右岸江油市武都鎮(江油縣城)，再行11公里即流經江油市城區(原名中壩)；續流7公里抵治城(原彰明縣治)，並納對岸(右岸)平通河；再流8公里，納右岸通口河(中上游一段又名湔江)；續行3公里過九嶺鄉(右岸)；之後轉東南流經江油市龍鳳場(左岸)、綿陽市中區石馬場(左岸)，續納方水河(右岸)，至綿陽市區東側納安昌河(右岸)及左岸杜家河，流程約25公里。復前行72公里抵三台縣城(右岸)，其間在綿陽豐谷上游納吳家河，在下游納南明河(左岸)；在三台蘆溪鎮納葫蘆溪(右岸)，在飛馬鎮與三台城關之間納蘇河(右岸)；中游主要支流凱江於三台縣城東南注入。涪江續向東南流16公里至射洪縣香山場(右岸)，納對岸桃花河；再行12公里經左岸金華鎮(原射洪縣治)。續行34公里即抵射洪縣太和鎮，其間納另一主要支流梓潼江(左岸)，之前有觀橋河注入(右岸)；復行16公里至射洪洋溪鎮(左岸)，並納洋溪河；再經青堤場(左岸)、柳樹場(右岸)，抵遂寧市郭口鎮(右岸)，納郭江，流程約33公里；經桂花鎮續行12公里納蓬溪河(左岸)，再行14公里即抵遂寧市城區。從燈籠橋至此為涪江中游，長272公里，落差298米。

### 下游
涪江從遂寧市區向東南流約59公里即抵潼南縣雙江鎮(右岸)，其間納荷葉溪(左岸)，經玉溪場(左岸)，再納西眉河(右岸)。續行12公里即至潼南縣城(右岸)。復行33公里至合川縣大河壩，其間納古溪河(左岸)，經潼南太和鎮(左岸)。再蛇行24公里至銅梁縣安居鎮(原安居縣治)，並於鎮北納瓊江。從瓊江匯口處，涪江轉向東流，經銅溪、白沙鋪、皂角場(右岸)，納小安溪，再經渭沱、方溪(左岸)，至合川縣城南注入嘉陵江；此段流程37公里。

## 延伸阅读
[在维基数据编辑]
 《欽定古今圖書集成·方輿彙編·山川典·涪水部》，出自陈梦雷《古今圖書集成》